# Hemidactylus yerburyi
Hemidactylus yerburyi är en ödleart som beskrevs av  Anderson 1895. Hemidactylus yerburyi ingår i släktet Hemidactylus och familjen geckoödlor. IUCN kategoriserar arten globalt som livskraftig.

## Underarter
Arten delas in i följande underarter:
- H. y. pauciporosus
- H. y. yerburyi